# ホーム・チーム (お笑いコンビ)
ホーム・チームは、かつてマセキ芸能社で活動していた日本のお笑いコンビ。略称はホムチ。日本映画学校（現・日本映画大学）10期生。1996年結成。2010年12月29日解散。

## メンバー
- 檜山 豊（ひやま ゆたか、1976年10月16日 - ）

茨城県日立市出身。血液型O型。立ち位置は右でツッコミ担当。
- 与座 嘉秋（よざ よしあき、本名：與座 嘉秋（読み同じ）、 1976年10月1日 - ）

沖縄県沖縄市出身。血液型O型。立ち位置は左でボケ担当。

## 概要
日本映画学校在学中に出会い、1996年にコンビを結成する。事務所の先輩にウッチャンナンチャンや出川哲朗などがいる。
1999年より放送開始されたNHK『爆笑オンエアバトル』の番組初期から出演。ゴールドバトラーに認定された。
2010年12月29日に公演された単独ライブ『ハルマゲドン』をもって解散。与座はピン芸人「与座よしあき」として以後も芸能活動を続け、檜山は芸能界を引退し、2012年に映画『死ガ二人ヲワカツマデ… 第二章 「南瓜花 -nananka-」』の脚本を手がける。

## 芸風
漫才とコントの両方を行っていた。結成当初は漫才のみだったが、与座の提案でコントも行うようになった。
爆笑オンエアバトルでは番組最多となる25回のオンエアを記録しているが、漫才で13回、コントで12回オンエアされており、どちらの実力も高く評価されていた。

## 賞レース戦歴
- M-1グランプリ
  - 2005年 3回戦進出
  - 2006年 3回戦進出（この年がラストイヤー）
- キングオブコント
  - 2008年 準決勝進出
  - 2009年 3回戦進出
  - 2010年 3回戦進出

## 出演
単独出演については、各個人ページを参照。

### バラエティ
テレビ
- 桂芸能社（TBSテレビ）
- 笑林寺2（TBSテレビ）
- 完売劇場（テレビ朝日）
- ザ・イロモネア（TBSテレビ、2005年1月3日）深夜時代に登場、1stステージ敗退。
- 爆笑レッドカーペット（フジテレビ）キャッチコピーは「アウェー知らずの」
- 新春ホワイトカーペット（フジテレビ）キャッチコピーは「アウェー知らずの」
- 爆笑オンエアバトル（NHK総合）戦績25勝4敗 最高513KB ゴールドバトラー認定
- エンタの神様（日本テレビ）キャッチコピーは「笑いのお楽しみ袋」
- 笑いの金メダル（朝日放送・テレビ朝日系列）
- 笑う子犬の生活（フジテレビ）
- 感じるジャッカル（フジテレビ）
- トーキョープラズマボーイズ（フジテレビ）
- エブナイSAT（フジテレビ）
- 新春かくし芸大会（フジテレビ）
- チノパン（フジテレビ）
- ライオンのごきげんよう（フジテレビ）
- クイズ!ヘキサゴン（フジテレビ）
- 爆笑そっくりものまね紅白歌合戦（フジテレビ）
- 踊る!さんま御殿!!（日本テレビ）
- いろもん（日本テレビ）
- あらぶんちょ！（東京ケーブルネットワーク）
- お笑いDynamite!（TBSテレビ）キャッチコピーは「開けてびっくり笑い箱」
- 新世紀ネタキング決定戦（TOKYO MX、2010年10月7日）
- オールスター感謝祭（TBSテレビ）
- にっぽん愉快家族（NHK総合）
- とんねるずのみなさんのおかげでした（フジテレビ）細かすぎて伝わらないモノマネ選手権に出演

インターネット
- MIDTOWN TV『○○あい☆コラ!生やぐち』（GyaO）

### ドラマ
- 連続テレビ小説「ちゅらさん」（NHK総合、2001年4月 - 9月）- 「ゆがふ」常連 役
- 人にやさしく第5話 「夢」(フジテレビ、2002年野村稔 役 - 檜山のみ)
- 劇団演技者。『カーラヂオが終われば』（フジテレビ、2006年8月8日 - 9月5日)

### 映画
- 日掛け金融地獄伝 こまねずみ常次朗（2006年）与座：主演・服部常次朗 役（主演）、檜山は1作目のみ出演
- 魁!!男塾（2008年）与座：松尾鯛雄 役、檜山：ナイフ男 役

### 舞台
- Theatre劇団子第18回公演「カーラヂオが終われば」（2006年11月23日 - 26日、武蔵野市立吉祥寺シアター）

## VHS・DVD
- 爆笑オンエアバトル ホーム・チーム（2003年3月19日発売）